# Owen Marecic
Owen Marecic (Agoura Hills, 4 ottobre 1988) è un giocatore di football americano statunitense che gioca nel ruolo di fullback per i Cleveland Browns nella National Football League (NFL). Fu scelto nel corso del quarto giro (124º assoluto) del Draft NFL 2011 dai Browns. Al college ha giocato a football all’Università di Stanford.

## Carriera professionistica

### Cleveland Browns
Marecic fu scelto nel corso del quarto giro del Draft 2011 dai Cleveland Browns. Nella sua stagione da rookie giocò soprattutto come bloccatore per i running back Peyton Hillis e Montario Hardesty. Nella stagione successiva partì come titolare per i Browns ma fu in seguito sostituito dal tight end Alex Smith.

## Vittorie e premi
Nessuno

## Statistiche
| Partite totali         | 24 |
| Partite da titolare    | 6  |
| Yard su ricezione      | 31 |
| Touchdown su ricezione | 0  |

Statistiche aggiornate alla stagione 2012